# Somán
El somán o GD (nombre sistemático: metilfosfonofluoridato de O-pinacolilo), es una sustancia química extremadamente tóxica empleada como arma química y clasificada como agente nervioso. Actúa interfiriendo con el normal funcionamiento del sistema nervioso de los mamíferos, inhibiendo la enzima colinesterasa. Como cualquier arma química, está clasificada como un arma de destrucción masiva para las Naciones unidas de acuerdo con la resolución de la ONU 687. Su producción esta estrictamente controlada, almacenada y está prohibida desde la Convención sobre armas químicas de 1993. El somán es el tercero de los gentes nerviosos denominados Serie-G, descubiertos junto con el tabun (GA), sarín (GB), y el ciclosarin (GF).
Es un líquido volátil, corrosivo, transparente y casi sin olor. Comúnmente, tiene colores que van del amarillo al marrón. La dosis mortal es 70 mg·min/m³ en humanos. Es más letal y más denso que el gas sarín y que el tabun, pero menos que el ciclosarin.

## Síntesis
La producción del somán es muy similar a la del sarín. La única diferencia es que el isopropanol empleado en la producción del sarín, es reemplazado por alcohol pinacólico.
El somán se sintetiza mediante la reacción de alcohol pinacolílico con difluoruro de metilfosfonilo. El resultado de esta reacción es la formación de somán (metilfosfonofluoridato de O-pinacolilo), que se describe como «líquido incoloro con un olor afrutado». La baja presión de vapor del somán producirá también su forma de gas volátil.

## Historia
El somán fue descubierto por Richard Kuhn en Alemania en 1944, mientras trabajaba para el ejército alemán sobre la farmacología del tabún y del sarín. Representa al último agente nervioso de las guerras. (El Ciclosarin no fue descubierto hasta 1949). 
Estados Unidos, Francia y Rusia tenían depósitos de somán, pero este agente no se ha empleado nunca por dichos países y solo se dispone de una descripción de Sidell (1974) de un intoxicado accidentalmente.
Se cree que el somán junto con el tabún y sarín, fueron usados en el ataque químico que tuvo lugar en Ghouta, Siria, el 21 de agosto de 2013.